# Biribellus punctatus
Biribellus punctatus är en skalbaggsart som beskrevs av Maria Helena M. Galileo 1987. Biribellus punctatus ingår i släktet Biribellus och familjen långhorningar. Inga underarter finns listade.